# Autobahnkreuz Bargteheide
Das Autobahnkreuz Bargteheide (Abkürzung: AK Bargteheide; Kurzform: Kreuz Bargteheide) ist ein Autobahnkreuz in Schleswig-Holstein. Es verbindet die Bundesautobahn 1 (Vogelfluglinie; E 22) mit der hier endenden Bundesautobahn 21 (Kiel — Bargteheide), die in Richtung Südosten in die B 404 übergeht.

## Geografie
Das Autobahnkreuz liegt auf dem Gemeindegebiet von Hammoor im Kreis Stormarn, an der Grenze zu Todendorf. Umliegende Gemeinden sind Lasbek und Steinburg. Es befindet sich etwa 30 km südwestlich von Lübeck, etwa 30 km nordöstlich von Hamburg und etwa 70 km südlich von Kiel. Die namensgebende Stadt Bargteheide befindet sich rund 5 km westlich des Kreuzes.
Das Autobahnkreuz Bargteheide trägt auf der A 1 die Anschlussstellennummer 27, auf der A 21 die Nummer 19.

## Geschichte
Eröffnet wurde das Kreuzungsbauwerk im Zuge des vierstreifigen Ausbaus der B 404 im Jahr 1998. Nach dem Lückenschluss zwischen dem Kreuz mit der A 1 und der Anschlussstelle Bad Oldesloe-Süd wurde die gesamte Ausbaustrecke zur A 21 hochgestuft.
Bevor die Hochstufung der B 404 erfolgte, wurde der Knotenpunkt als „Anschlussstelle Bargteheide/Kiel“ bezeichnet.

## Bauform und Ausbauzustand
Die A 1 ist sechs-, die A 21 vier- und die B 404 zweistreifig ausgebaut. Alle vorhandenen Verbindungsrampen sind einspurig ausgeführt.
Das Autobahnkreuz wurde als unvollständiges Kleeblatt angelegt. Außer im Südwest- und Nordost-Quadranten fehlen die Verbindungsrampen und werden auf der A 1 durch die alte Anschlussstelle Bargteheide ca. 500 m nördlich des Kreuzes ersetzt. Auf der A 21 ersetzt eine Anschlussstelle an der B 404 die fehlenden Verbindungen, wobei diese und die dazugehörige A 1-Auffahrt über niederrangige Straßen und eine Ampelkreuzung miteinander verbunden sind. Das Hauptbrückenbauwerk führt die A 21 über die A 1.
Der vierstreifige Ausbau der B 404 zwischen dem Kreuz Bargteheide und der Anschlussstelle Schwarzenbek/Grande an der A 24 und die daraus resultierende Hochstufung zur A 21 ist im neuen Bundesverkehrswegeplan 2030 im vordringlichen Bedarf enthalten. Als Übergangslösung wird die B 404 zunächst dreistreifig ausgebaut (sog. 2+1-Verkehrsführung), für den Abschnitt zwischen dem Autobahnkreuz und Sprenge läuft zurzeit das Planfeststellungsverfahren.
Bereits das Überführungsbauwerk der A 21 über die A 1 ist nur noch einspurig ausgeführt, ein Um- und Ausbau des Kreuzes wäre bei einer Verlängerung der A 21 in südlicher Richtung demnach zwingend nötig. Das im Jahr 1966 errichtete Bauwerk wurde  2024/25 abgerissen, da es den aktuellen und künftigen Verkehrsbelastungen nicht mehr gewachsen ist.

## Verkehrsaufkommen
Das Kreuz wird im Durchschnitt von täglich rund 97.000 Fahrzeugen befahren.
| Von                   | Nach                 | Durchschnittliche tägliche Verkehrsstärke | Durchschnittliche tägliche Verkehrsstärke | Durchschnittliche tägliche Verkehrsstärke | Anteil Schwerlastverkehr | Anteil Schwerlastverkehr | Anteil Schwerlastverkehr |
| Von                   | Nach                 | 2005                                      | 2010                                      | 2015                                      | 2005                     | 2010                     | 2015                     |
| --------------------- | -------------------- | ----------------------------------------- | ----------------------------------------- | ----------------------------------------- | ------------------------ | ------------------------ | ------------------------ |
| AS Bad Oldesloe (A 1) | AK Bargteheide       | 64.100                                    | 53.800                                    | 69.800                                    | 11,4 %                   | 12,3 %                   | 10,7 %                   |
| AK Bargteheide        | AS Ahrensburg (A 1)  | 70.900                                    | 70.600                                    | 79.300                                    | 12,7 %                   | 12,3 %                   | 11,8 %                   |
| AS Tremsbüttel (A 21) | AK Bargteheide       | 16.000                                    | 24.600                                    | 29.600                                    | -                        | 12,1 %                   | 12,8 %                   |
| AK Bargteheide        | AS Lütjensee (B 404) | 14.900                                    | 14.600                                    | 15.600                                    | 08,1 %                   | 10,8 %                   | 10,7 %                   |

## Anschlussstellen und Fahrbeziehungen
|                                     | Richtung Heiligenhafen (26) Bad Oldesloe ↓↓↓↑↑↑ |                                      |
| (18) Tremsbüttel Richtung Kiel ↓↓↑↑ |                                                 | (-) Mollhagen Richtung Geesthacht ↓↑ |
|                                     | ↓↓↓↑↑↑ (28) Ahrensburg Richtung Hamburg         |                                      |